# Виттерих
Виттерих (лат. Wittericus, исп. Witerico; убит в 610) — король вестготов в 603—610 годах.

## Биография

### Захват престола
Виттерих впервые упоминается в 588 году, в связи с мятежом городского графа Сегги и арианского епископа Мериды Сунны, направленного против Масоны Меридского, которого король Леовигильд незадолго до своей смерти вернул из изгнания в Мериду. Виттерих, будучи ещё довольно молодым и занимая, как кажется, должность графа какого-то города Лузитании, принял активное участие в волнениях в этой провинции. Потом он, по каким то причинам решил раскрыть заговор королю Реккареду I. Заговорщики были схвачены и наказаны, а Виттерих, видимо, после этого начал пользоваться большим доверием королевской семьи. Вероятно он активно участвовал в войнах, которые вёл Реккаред, поскольку даже Исидор Севильский, его ненавидевший, утверждал, что Виттерих был способным военачальником, причём речь шла явно о времени, предшествующем захвату власти. Видимо, Виттерих поднялся до должности герцога, командовавшего какими-то частями вестготской армии, действовавшей против византийцев.
Пока был жив король Реккаред, Виттерих преданно служил ему, но после смерти Реккареда и вступления на престол его сына Лиувы II, которому было только 18 лет от роду, решил организовать заговор против молодого короля. Спустя два года после начала правления Лиува был свергнут, ему отрубили правую руку, а затем казнили (начало лета 603 года). Виттерих был провозглашён королём.

### Возможная реставрация арианства
Некоторые историки склонны видеть, что за спиной Виттериха стояла арианская партия, жаждущая реванша за своё поражение. Стоял ли Виттерих за восстановление арианской ереси, не совсем ясно из-за недостаточности источников, освещающих события тех лет. В основном, этот вывод делается на основании изучения сохранившихся в сборнике «Вестготские письма» посланий Булгара, графа какого-то неназванного города (возможно, Нарбонны), впоследствии герцога Септимании. В своих трёх письмах, написанных во время правления следующего короля Гундемара, граф выражает благодарность епископам Агапию и Сергию, а также и самому новому королю Гундемару за поддержку, которую те ему оказали во время правления Виттериха, когда Булгар подвергся гонениям со стороны королевской власти. Граф был лишён своих титулов, своего состояния и имущества, заключен в тюрьму и, как кажется, подвергнут пыткам, после чего был выслан в далёкие чужие земли. Из того, что эти два епископа сочувствовали графу, историки делают вывод, что они не поддерживали политику короля Виттериха, который, вполне возможно, пытался вернуть арианство в качестве официальной религии королевства. Также немаловажно и то, что оба эти епископа после убийства Виттериха заняли важные церковные должности: Сергий, например, стал епископом Нарбонны. Булгар в своих письмах использует жёсткие слова в отношении Виттериха, называя его «безжалостным тираном, несправедливым и позорным воровским человеком». Также известно, что у епископа Толедо Авросия возникли некоторые затруднения, однако точно не выяснено, произошло ли это из-за противостояния с королём, или они носили характер внутренних религиозных проблем.
О напряжённости отношений между королём и церковью говорит и тот факт, что во время правления Виттериха не было созвано ни одного собора, даже провинциального. Несмотря на всеобщее, казалось бы, обращение вестготов в ортодоксально-никейское вероисповедание, среди них явно оставались сторонники арианства. Они не могли не поддержать мятеж Виттериха. Однако рассматривать правление этого короля как явную арианскую реакцию едва ли возможно, и речь скорее шла о терпимости по отношению к арианству, но и это вызывало недовольство ортодоксально-никейской иерархии. В пользу такой точки зрения свидетельствует и то, что все упомянутые лица сохранили свою жизнь и свои доходы, включая и графа Булгара, который перед смертью Виттериха был возвращён из изгнания, восстановлен в должности графа и даже участвовал позже в переговорах, в ходе которых вестготы искали пути объединения с королями-Меровингами.
Придя к власти как лидер знати и став королём, Виттерих продолжил курс на укрепление монархической власти. Но если Реккаред стремился объединить вокруг себя все группировки правящего слоя, в том числе и иберо-римские, то Виттерих, видимо, с этой тенденцией порвал и занял антиримскую позицию. Характерно, что с конца VI века исчезают всякие сведения об испанских сенаторах как об отдельной группе местной аристократии. Возможно, что после свержения Лиувы II часть этой группы, особенно активно поддерживающая Реккареда и его сына, была уничтожена, а часть слилась с вестготской знатью. Верхушка ортодоксально-никейской церкви, тесно связанная с иберо-римской сенаторской аристократией, встала в оппозицию к Виттериху. Выразителем этой позиции стал Исидор Севильский. Преследование графа Булгара показывает, что и в части готской знати Виттерих встретил, по крайней мере, враждебность.

### Внешняя политика

#### Войны с византийцами и васконами
Во внешней политике Виттерих вернулся к конфронтации с Византией. В Византии в это время был свергнут Маврикий и началась гражданская война, так что византийцам снова было не до далёкой Испании. Виттерих воспользовался этим и начал новое наступление на византийские владения на Пиренейском полуострове. Его целью был захват южной части Бетики и выход к проливу. Он предпринимал многочисленные, хотя и безрезультатные походы против византийцев. Только однажды (точный год не известен, но, вероятно, в 605 году), по словам хрониста, его военачальники захватили нескольких воинов противника у Сагунта (расположен к северу от Валенсии). Также, вероятно, ко времени Виттериха относится завоевание города Бигаструм (около Картахены), так как епископ этого города засвидетельствован присутствовавшим на Соборе в Толедо в 610 году. Возможно, что в то же время вестготы захватили и Медину-Сидония. Епископ этого города Руфин был рукоположён в какое-то время до 610 года и уже присутствовал на провинциальном соборе 619 года. Отвоевав какую-то часть старых вестготских владений, Виттерих демонстрировал возвращение к воинственным традиции вестготов и своё противопоставление слабому в этом плане первому ортодоксально-никейскому королю Реккареду.
Определённых успехов король сумел добиться и на севере. Завоевания Леовигильда и кампании Реккареда не привели к реальному подчинению Северной Испании, и васконы снова вторглись в вестготские владения, что потребовало нового похода против них. Подробности этой компании, как и её результаты, неизвестны. Но скорее всего, Виттериху удалось на какое-то время стабилизировать обстановку.
Во многом разрывая со старой германской традицией, Виттерих предпочитал не сам лично возглавлять армию, а поручать командование своим герцогам. Это можно рассматривать как важный этап в вестготской монархии: государь сосредотачивался на выполнении важнейших государственных функций, поручая непосредственное командование войсками своим полководцам. Впрочем, так, по-видимому, действовал ещё Реккаред, но при Виттерихе это стало принципом его правления.

#### Отношения с франками
Но если военные компании Виттериха были довольно удачными, то его дипломатические усилия потерпели крах. Союз с франкским королём Бургундии Теодорихом II, скреплённый браком франкского короля с дочерью вестготского короля, который должен был способствовать обеспечению мира в Септимании, закончился скандалом. Интересно, что именно Теодорих II выступил инициатором этого брака. В 607 году, по словам франкского хрониста Фредегара, этот король послал нескольких своих высокопоставленных церковных и светских вельмож с посольством к Виттериху просить руки его дочери Эрменберты (Эрменберги). Виттерих ответил согласием и дочь вестготского короля прибыла в столицу Бургундии Шалон, где тепло была принята молодым королём. Однако брак так и не состоялся; наговоры его бабки Брунгильды и его сестры Теодолинды (Теудиланы) настроили короля против невесты. Спустя год Теодорих отослал Эрменберту назад к отцу, но удержал у себя её богатое приданое. Мотивы Брунгильды препятствовать этому браку так и остались неизвестны. Историки, выдвигающие теорию о реставрации арианства в правление Виттериха, видят здесь проблему в нежелании вестготской принцессы принимать ортодоксально-никейское вероисповедание.
Оскорблённый Виттерих вступил в союз с королём Нейстрии Хлотарем II и королём Австразии Теодебертом II, братом Теодориха II. Когда в этот альянс, направленный против Теодориха II, вступил ещё и король лангобардов Агилульф, судьба повелителя бургундской части франкской державы, казалось, была решена; но по непонятным причинам планы союзников так никогда и не были приведены в исполнение.
Хотя из переписки графа Булгара можно сделать заключение, что какие-то сражения происходили, видимо, в области Нарбонны, но не известны ни силы, участвовавшие в них, ни ход этих операций, ни даже точная зона военных действий. Так как ни Исидор Севильский, ни франкский хронист Фредегар не упоминают в своих трудах ни о каких боевых сражениях между франками и вестготами в то время, можно сделать заключение, что это были лишь приграничные, локальные стычки, не принесшие результата ни той ни другой стороне.

### Убийство Виттериха
Как уже говорилось, при Виттерихе усилились противоречия в правящей верхушке королевства. В апреле 610 года Виттерих был убит во время пира в результате заговора «некоторых своих». Заговор явно возник в самом ближайшем окружении короля. Его тело было вынесено без всяких церемоний и захоронено. Как писал о нём Исидор Севильский: «В течение жизни он творил много беззакония, и поскольку он жил с мечом, то и умер от меча. Смерть невинного Лиувы не оказалась безнаказанной». На престол был возведён Гундемар, возможно, один из заговорщиков или даже глава заговора.
Правил 6 лет и 10 месяцев.